# Athetis mus
Athetis mus là một loài bướm đêm trong họ Noctuidae.